# Huber
Huber ist ein deutscher Familienname.

## Herkunft und Bedeutung
Huber nannte man im oberdeutschen Sprachraum zinspflichtige Bauern, die ein Lehengut von einer bestimmten Größe (einer Hube Ackerland) besaßen. Der Familienname kann direkt als Berufsname auf den Huber zurückgehen oder aber als Herkunfts- oder Wohnstättenname auf eine Örtlichkeits namens Hub.

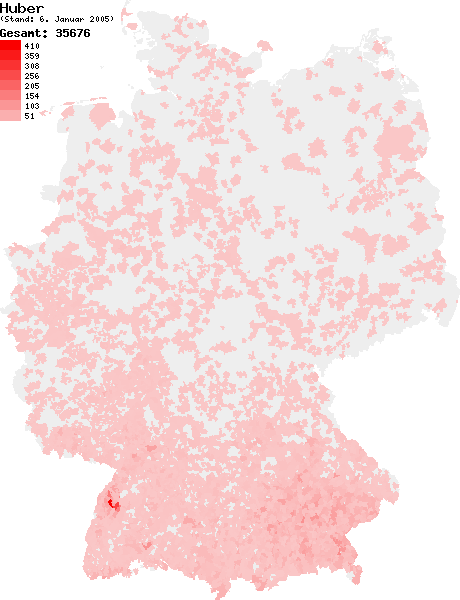
Verteilung des Nachnamens Huber in Deutschland

Daraus entwickelte sich der Familienname Huber, der im deutschen Sprachraum zu den häufigsten 5 bis 10 gehört, insbesondere in Österreich, wo er etwa 0,3 Prozent der Familiennamen ausmacht (nach Bauer, Müller und Mayer mit 0,4 %, Wagner, Berger, Fischer, Gruber und Schwarz mit 0,3 %). In der Schweiz ist er der siebthäufigste Name.
Varianten des Nachnamens sind Hueber, Hubmer, Huebmer, Hubner, Huemer, Humer, Haumer und Hufner. Varianten mit Umlautung sind Hüber, Hübener,  Hübner.
Weitere, mittels eines Vorderglieds verdeutlichende Varianten sind die Familiennamen Hinterhuber, Sinnhuber und weitere auf -huber.

## Namensträger

### A
- Achilles Huber (1776–1860), Schweizer Architekt
- Adam Huber (Maler) (1825–1863), deutscher Historienmaler
- Adam Huber (Schauspieler) (* 1987), US-amerikanischer Schauspieler
- Adolf Huber (Musiker) (1872–1946), deutscher Musiker, Pädagoge und Komponist
- Adolf Huber (Fußballspieler) (1923–1994), österreichischer Fußballspieler
- Adolf Huber (Bergsteiger) (1939–2015), österreichischer Bergsteiger, Erstbesteiger des Dhaulagiri II
- Adolf Huber (Leichtathlet), österreichischer Sprinter
- Ahmed Huber (1927–2008), Schweizer Bankmanager und Journalist
- Albert Huber (Politiker) (1847–1917), Schweizer Apotheker, Rechtsanwalt, Gerichtspräsident und Politiker
- Albert Huber (Diplomat) (1897–1959), Schweizer Diplomat
- Albert Huber (Geistlicher) (1907–1981), Schweizer Geistlicher und Agronom
- Albert Huber (Maler) (* 1944), Schweizer Maler, Zeichner und Radierer
- Alex Huber (* 1982), Schweizer Jazzmusiker
- Alexander Huber (Bergsteiger) (* 1968), deutscher Bergsteiger
- Alexander Huber (Wirtschaftsinformatiker) (* 1970), deutscher Wirtschaftsinformatiker
- Alexander Huber (Schauspieler) (* 1974), deutscher Schauspieler
- Alexander Huber (Koch) (* 1979), deutscher Koch
- Alexander Huber (Fußballspieler, 1985) (* 1985), tadschikischer Fußballspieler
- Alexander Huber (Volleyballspieler) (* 1985), österreichischer Volleyball- und Beachvolleyballspieler
- Alexander Huber (Fußballspieler, 1999) (* 1999), österreichischer Fußballspieler
- Alfons Huber (1834–1898), österreichischer Historiker
- Alfons Huber (Philologe) (* 1944), deutscher Klassischer Philologe, Gymnasiallehrer, Historiker und Forscher
- Alfred Huber (Bildhauer) (1908–1982), Schweizer Bildhauer
- Alfred Huber (Fußballspieler) (1910–1986), deutscher Fußballspieler
- Alfred Huber (Mediziner) (1918–2006), Schweizer Augenarzt und Hochschullehrer
- Alfred Huber (Mathematiker) (1922–2000), Schweizer Mathematiker und Hochschullehrer
- Alfred Huber (Tennisspieler) (1930–1972), österreichischer Tennis- und Eishockeyspieler
- Alfred Huber (Komponist) (* 1962), österreichischer Komponist
- Alois Huber (Politiker, 1853) (1853–1923), Schweizer Politiker
- Alois Huber (Journalist) (1900–1979), deutscher Journalist
- Alois Huber (Politiker, 1929) (1929–2007), österreichischer Politiker (FPÖ)
- Alois Huber (Alpinist) (* 1942), österreichischer Alpinist und Museumsgründer
- Alois Huber (1957/58–2013), österreichischer Straftäter, siehe Mehrfachmord in Annaberg
- Alois Huber (Politiker, 1962) (* 1962), Schweizer Politiker (SVP)
- Alois Hilmar Huber (1877–nach 1924), deutscher Schriftsteller und Verleger
- Andrea Huber (* 1975), Schweizer Skilangläuferin
- Andrea Schirmaier-Huber, deutsche Konditorin und Autorin
- Andreas Huber (Wasserbauer) (* 1938), Schweizer Wasserbauer und Autor
- Andreas Huber (Wirtschaftsinformatiker) (* 1955), Schweizer Wirtschaftsinformatiker, Hochschullehrer und Unternehmer
- Andreas Huber (Mediziner), Schweizer Mediziner
- Andreas Huber (Billardtrainer) (* 1969), deutscher Poolbillardtrainer
- Andreas Huber (Eishockeyspieler, 1977) (* 1977), italienischer Eishockeyspieler
- Andreas Huber (Manager) (* 1981), deutscher Manager
- Andreas Huber (Historiker) (* 1983), österr. Historiker und Soziologe
- Andreas Huber (Eishockeyspieler, 1997) (* 1997), österreichischer Eishockeyspieler
- Andrin Huber (* 2004), Schweizer Leichtathlet
- Anja Huber, Geburtsname von Anja Selbach (* 1983), deutsche Skeletonpilotin
- Anke Huber (* 1974), deutsche Tennisspielerin
- Anna Huber (Schriftstellerin) (1857–1938), österreichische Schriftstellerin
- Anna Huber (Malerin) (1868 – um 1944), württembergische Malerin
- Anna Huber (Schauspielerin) (1873–1940), deutsche Theaterschauspielerin
- Anna Huber (Politikerin) (* 1948), österreichische Politikerin (SPÖ)
- Anna Huber (Tänzerin) (* 1965), Schweizer Tänzerin und Choreografin
- Annemarie Huber-Hotz (1948–2019), Schweizer Beamtin und Politikerin (FDP)
- Annette Huber-Klawitter (* 1967), deutsche Mathematikerin
- Antje Huber (1924–2015), deutsche Politikerin (SPD)
- Anton Huber (Maler) (1799–1868), deutscher Maler
- Anton Huber (Architekt) (1818–1874), österreichischer Baumeister und Politiker
- Anton Huber (Radsportler) (1870–1961), deutscher Radrennfahrer
- Anton Huber (Architekt, 1873) (1873–1939), deutscher Architekt
- Anton Huber (Politiker, 1881) (1881–1944), österreichischer Politiker (CSP)
- Anton Huber (Musiker) (1888–1966), deutscher Violinist und Hochschullehrer
- Anton Huber (Mathematiker) (1897–1975), österreichischer Mathematiker
- Anton Huber (Segler), deutscher Segler
- Anton Huber (Politiker, II), österreichischer Politiker (ÖVP), Salzburger Landtagsabgeordneter
- Anton Huber (Fußballspieler, I), deutscher Fußballspieler
- Anton Huber (Politiker, 1905) (1905–1998), deutscher Volkswirt und Politiker (CDU), MdL Baden-Württemberg
- Anton Huber (Fußballspieler, 1916) (1916–nach 1949), deutscher Fußballspieler
- Anton Huber (Genossenschafter) (1933–2015), schweizerisch-brasilianischer Genossenschafter und Stadtmitgründer
- Anton Leiss-Huber (* 1980), deutscher Sänger (Tenor), Sprecher, Autor und Schauspieler
- Anton Maximilian Huber (1927–1999), deutscher Vulkaniseur, Unternehmer und Erfinder
- Aoi Huber-Kono (* 1936), japanisch-schweizerische Malerin und Zeichnerin
- Ariane Mittenberger-Huber (* 1961), deutsche Richterin am Bundespatentgericht
- Armin Otto Huber (Pseudonyme Armin Frank, Fred Larsen; 1904–1977), deutscher Schriftsteller, Sammler und Abenteurer
- Arne Huber (* 1977), deutscher Jazzmusiker
- Arnold Huber (Verleger) (1865–1910), Schweizer Verleger
- Arnold Huber (Architekt) (1868–1948), Schweizer Architekt
- Arnold Huber (* 1967), italienischer Rennrodler und Bobfahrer
- Arnold Pankraz Huber (1873–1953), Schweizer Maler
- Arthur Huber-Morath (1901–1990), Schweizer Wirtschaftswissenschaftler und Botaniker
- August Huber (Musiker) (1845–1917), österreichischer Komponist und Zitherspieler
- August Huber (Archivar) (1868–1936), Schweizer Archivar
- Auguste Huber (1914–1993), österreichische Schauspielerin und Sängerin, siehe Gusti Huber
- Axel Huber (Heimatforscher) (1942–2019), österreichischer Heimatforscher und Publizist
- Axel Huber (Künstler) (* 1955), österreichischer Künstler
- Axel Huber (Komponist), deutscher Komponist

### B
- Balthasar Huber (* 1993), österreichischer Handballspieler
- Barnabas Huber (1778–1851), deutscher Benediktiner-Abt
- Benedikt Huber (1928–2019), Schweizer Architekt
- Benedikt Huber (Leichtathlet) (* 1989), deutscher Leichtathlet
- Benjamin Huber (* 1985), deutscher Fußballspieler
- Bernd Huber (* 1960), deutscher Volkswirtschaftler und Hochschullehrer
- Bernadette Huber (* 1962), österreichische bildende Künstlerin und Medienkünstlerin
- Bernhard Huber (Geistlicher) (Matthias Huber; 1805–1875), österreichischer Ordensgeistlicher, Musiker und Komponist
- Bernhard Huber (Künstler, 1945) (* 1945), deutscher Maler und Kunsterzieher
- Bernhard Huber (Künstler, 1964) (* 1964), deutscher Glasmaler und Installationskünstler
- Bernhard Huber (Fußballspieler) (* 1966), österreichischer Fußballspieler
- Berni Huber (Bernhard Huber; * 1967), deutscher Skirennläufer
- Berthold Huber (Gewerkschafter) (* 1950), deutscher Gewerkschafter
- Berthold Huber (Manager) (* 1963), deutscher Eisenbahnmanager
- Bertold Huber, deutscher Jurist
- Blanche Huber (1900–1940), maltesische Ärztin, erste Ärztin auf Malta
- Brigitte Huber (* 1964), deutsche Journalistin und Sachbuchautorin
- Bruno Huber (Botaniker) (1899–1969), österreichischer Botaniker und Hochschullehrer
- Bruno Huber (Astrologe) (1930–1999), Schweizer Astrologe
- Bruno Huber (Skisportler) (* 1965), Schweizer Biathlet, Skilangläufer und Handbiker
- Büne Huber (Hanspeter Huber; * 1962), Schweizer Sänger

### C
- Candid Huber (1747–1813), deutscher Benediktinermönch und Forstbotaniker
- Carl Huber (Bibliothekar) (Carl Huber-Jacobi; 1859/1860–1941), Schweizer Lehrer, Heimatforscher und Bibliothekar
- Carl Huber (Ingenieur), deutscher Ingenieur, Erfinder und Konstrukteur
- Carl Huber (Maler) (* 1958), österreichischer Maler
- Carl Rudolf Huber (1839–1896), österreichischer Maler und Grafiker
- Carlo Huber (1931–2007), deutscher Philosoph und Jesuit
- Carlo Huber (Konservator) (1932–1976), Schweizer Konservator und Direktor der Basler Kunsthalle
- Casimir Huber (1915–1974), Schweizer Politiker
- Charles Huber (Landschaftsarchitekt) (1819–1907), Landschaftsarchitekt und Unternehmer
- Charles Huber (Forschungsreisender) (1837–1884), französischer Arabien-Reisender
- Charles M. Huber (Karl-Heinz Huber; * 1956), deutscher Schauspieler und Politiker (CDU)
- Charlie Huber (* 1988), deutsch-neuseeländischer Eishockeyspieler
- Christian Huber (Theologe) (1627–1697), Schweizer Theologe und Lehrer
- Christian Huber (Mystiker) (1693–1736), Schweizer Mystiker
- Christian Huber (Politiker, 1923) (1923–2015), österreichischer Politiker (Tiroler Volkspartei/ÖVP)
- Christian Huber (Politiker, 1944) (* 1944), Schweizer Politiker (SVP)
- Christian Huber (Jurist) (* 1955), deutsch-österreichischer Rechtswissenschaftler, Professor an der RWTH Aachen
- Christian Huber (Autor) (* 1984), deutscher Autor, Komponist und Musikproduzent
- Christian Huber (Musiker) (1980–2022), deutscher Jazzmusiker
- Christian Wilhelm Huber (1804–1871), österreichischer Linguist, Literat und Numismatiker
- Christine Huber (* 1963), österreichische Schriftstellerin und Lyrikerin
- Christoph Huber (Germanist) (* 1944), deutscher germanistischer Mediävist
- Christoph Huber (Mediziner) (* 1944), österreichischer Mediziner
- Christoph Huber (Priester) (* 1967), deutscher Priester
- Christoph Huber (General) (* 1975), deutscher Brigadegeneral
- Clarisa Huber (* 1984), argentinische Fußballspielerin
- Corinna Huber (* 2002), österreichische Eiskunstläuferin
- Corinne Nora Huber (* 1986), Schweizer Musikerin
- Cristopher Huber, deutscher Curler

### D
- Daniel Huber (Mathematiker) (1768–1829), Schweizer Mathematiker und Astronom
- Daniel Huber (Eishockeyspieler, 1985) (* 1985), deutscher Eishockeyspieler
- Daniel Huber (Eishockeyspieler, 1989) (* 1989), deutscher Eishockeyspieler
- Daniel Huber (Skispringer) (* 1993), österreichischer Skispringer
- David Christoph Huber (1777–1836), Schweizer Geistlicher
- Dieter Huber (* 1962), österreichischer Künstler
- Dietrich Schindler-Huber (1856–1936), Schweizer Industriemanager
- Dorothea Huber (Psychologin), deutsche Medizinerin, Psychologin und Hochschullehrerin
- Dorothea Huber (Illustratorin) (* 1980), deutsche Illustratorin

### E
- Eckhard Huber, deutscher Redakteur
- Edelgard Huber-von Gersdorff (1905–2018), deutsche Supercentenarian
- Edi Huber (1927–2016), Schweizer Schauspieler
- Edouard Huber (1879–1914), Schweizer Sprachenforscher
- Eduard Huber (Dichter) (1814–1847), deutsch-russischer Dichter und Übersetzer
- Eduard Huber (Politiker) (1818–1893), Schweizer Politiker (Radikale Partei)
- Egon Huber (1907–1986), deutscher Romanist und Literaturwissenschaftler
- Elfriede Huber-Abrahamowicz (1922–2001), österreichisch-schweizerische Schriftstellerin
- Elias Huber (Snowboarder) (* 1999), deutscher Snowboarder
- Elias Huber (Handballspieler) (* 2002), deutscher Handballspieler
- Elisabeth Huber (Leichtathletin) (* 1934), deutsche Leichtathletin
- Elisabeth Huber (Politikerin) (* 1990), österreichische Politikerin (ÖVP), Landtagsabgeordnete
- Elissa Huber (* 1987), deutsche Operetten- und Musicalsängerin
- Ellis Huber (* 1949), deutscher Arzt und Gesundheitspolitiker
- Else Huber (1883–1950), Kunstgewerblerin
- Emil Huber (Bildhauer) (1858–1896), Schweizer Bildhauer
- Emil Huber (Architekt) (um 1881–vor 1914), deutscher Architekt und Baubeamter
- Emil Huber (Unternehmer) (1913–1982), Schweizer Unternehmer und Firmengründer
- Emil Huber-Stockar (1865–1939), Schweizer Eisenbahnunternehmer
- Emil Albert Huber (1883–1943), Schweizer Grafiker, Maler und Heraldiker
- Emmerich Huber (1903–1979), deutscher Werbezeichner, Illustrator und Karikaturist
- Erich Huber (Künstler) (1916–1996), österreichischer Künstler und Pädagoge
- Erich Huber (Fußballspieler), deutscher Fußballspieler
- Erich Huber (Politiker) (1938–1998), österreichischer Politiker (SPÖ), Wiener Landtagsabgeordneter
- Erich Huber (Künstler, 1958) (* 1958), österreichischer Maler und Grafiker
- Erna Huber (1910–1991), deutsche Bibliothekarin
- Ernest Huber (1910–2006), französischer Illustrator und Radierer

- Ernst Huber (Mediziner) (1892–1932/1933), schweizerisch-US-amerikanischer Anatom
- Ernst Huber (Maler, 15. Juli 1895) (1895–1960), österreichischer Maler
- Ernst Huber (Maler, 30. Juli 1895) (1895–1980), Schweizer Maler, Holzschneider und Illustrator
- Ernst Huber (1899–1988), Schweizer Maler und Illustrator, siehe Ernest Hubert
- Ernst Huber (Bildhauer) (1900–1955), Schweizer Bildhauer und Grafiker
- Ernst Huber (Politiker, 1902) (1902–1982), deutscher Politiker (NSDAP)
- Ernst Huber (Sportschütze) (1911–nach 1952), Schweizer Sportschütze
- Ernst Huber (Vermessungsingenieur) (1916–2008), Schweizer Vermessungsingenieur
- Ernst Huber (Politiker, 1953) (* 1953), österreichischer Politiker (SPÖ), Steiermärkischer Landtagsabgeordneter
- Ernst Huber (Topograph) (1916–2003), Schweizer Topograph
- Ernst Huber (* 1957), österreichischer Arzt und Musiker, siehe Broadlahn
- Ernst Peter Huber (1900–1959), deutscher Maler
- Ernst Rudolf Huber (1903–1990), deutscher Staatsrechtler und Hochschullehrer
- Erwin Huber (Leichtathlet) (1907–2003), deutscher Leichtathlet
- Erwin Huber (Bildhauer) (1929–2006), österreichischer Bildhauer
- Erwin Huber (* 1946), deutscher Politiker (CSU)
- Eugen Huber (1849–1923), Schweizer Jurist und Politiker
- Eugen Huber, Geburtsname von Jenő Hubay (1858–1937), ungarischer Violinist und Komponist
- Eugen Huber (Kapellmeister) (1909–2004), Schweizer Pianist, Dirigent, Komponist und Gestalter von Radiosendungen
- Eva Huber, deutsche Journalistin
- Evelyn Huber (1888–1975), US-amerikanische Schauspielerin österreichischer Abstammung, siehe Evelyn Greeley
- Evelyn Huber (* 1970), deutsche Harfenistin
- Evelyne Huber (* 1950), US-amerikanische Politikwissenschaftlerin

### F
- Felix Huber (Musiker) (* 1952), Schweizer Pianist und Komponist
- Felix Huber (Ingenieur, 1957) (* 1957), deutscher Ingenieur, Stadtplaner und Hochschullehrer
- Felix Huber (Ingenieur, 1964) (* 1964), deutscher Ingenieur für Luft- und Raumfahrt
- Felix Stephan Huber (* 1957), Schweizer Multimedia-Künstler
- Ferdinand Huber (Komponist) (1791–1863), Schweizer Komponist
- Ferdinand Huber (Anarchist) (1865–1911), deutscher Gewerkschafter und Anarchist
- Ferdinand Huber (Segler), österreichischer Segler
- Florian Huber (Kunsthistoriker) (* 1962), deutscher Kunsthistoriker
- Florian Huber (Historiker) (* 1967), deutscher Historiker und Fernsehredakteur
- Florian Huber (Grafiker) (* 1968), deutscher Grafiker und Illustrator
- Florian Huber (Archäologe) (* 1975), deutscher Archäologe und Dokumentarfilmer
- Florian J. Huber (* 1977), österreichischer Soziologe
- Fortunat Huber (1896–1984), Schweizer Unternehmer und Schriftsteller
- Franz Huber (1750–1831), Schweizer Naturforscher, siehe François Huber
- Franz Huber (Politiker, 1846) (1846–1919), österreichischer Politiker (CS), Niederösterreichischer Landtagsabgeordneter
- Franz Huber (Politiker, 1856) (1856–1920), österreichischer Gastwirt und Politiker, Kärntner Landtagsabgeordneter
- Franz Huber (Politiker, 1857) (1857–1953), österreichischer Gutsbesitzer und Politiker, Mitglied des Abgeordnetenhauses
- Franz Huber (Politiker, 1875) (1875–1940), österreichischer Politiker (CS), Oberösterreichischer Landtagsabgeordneter
- Franz Huber (Geologe), österreichischer Geologe und Kartograf
- Franz Huber (Pädagoge) (1887–1979), deutscher Lehrerbildner und Pädagoge
- Franz Huber (Kriminalist) (1912–nach 1964), deutscher Kriminalkommissar, Polizeiattaché
- Franz Huber (Biologe) (1925–2017), deutscher Insektenethologe
- Franz Huber (Mediziner) (1926–2004), deutscher Chirurg
- Franz Huber (Alpinist) (* 1935), österreichischer Alpinist und Politiker
- Franz Huber (Dramaturg) (* 1955), deutscher Dramaturg
- Franz Huber (Philosoph) (* 1977), österreichischer Philosoph
- Franz Josef Huber (Politiker) (1894–1955), deutscher Politiker (SPD)
- Franz Josef Huber (SS-Mitglied) (1902–1975), deutscher Gestapo-Beamter und SS-Brigadeführer
- Franz Josef Huber (Heimatforscher) (* 1926), österreichischer Techniker und Heimatforscher
- Franz-Peter Huber (* 1963), deutscher Dirigent, Chorleiter und Domkapellmeister
- Franz Xaver Huber (Publizist) (1755–um 1809), österreichischer Publizist und Historiker
- Franz Xaver Huber (Kupferstecher) (1755–nach 1810), deutscher Kupferstecher
- Franz Xaver Huber (Satiriker) (1755–1814), österreichischer Journalist und Satiriker
- Franz Xaver Huber (Forstmann) (1769–1842), deutscher Forstmann
- Franz Xaver Huber (Geistlicher) (1819–1888), deutscher Priester und Karmelit
- Franz Xaver Huber (Schauspieler) (* 1949), deutscher Volksschauspieler
- Franz-Xaver Huber (Mediziner) (* 1965), deutscher Chirurg
- Franziska Huber (* 1972), österreichische Politikerin (ÖVP)
- Fredi Huber (auch Freddie Huber), österreichischer Tennisspieler und Eishockeytorwart
- Fridolin Huber (Maler) († 1835), Schweizer Maler
- Fridolin Huber (Geistlicher) (1763–1841), deutscher katholischer Geistlicher und Theologe
- Fridolin Huber (Politiker) (1809–1886), Schweizer Unternehmer und Politiker
- Fridolin Huber-Brunner (* 1935), Schweizer Bildhauer
- Friedo Huber (1929–2021), deutscher Chemiker und Hochschullehrer
- Friedrich Huber (Botaniker) (1856–1942), deutscher Botaniker
- Friedrich Huber (Unternehmer) (1913–2010), österreichischer Unternehmer und Rennfahrer
- Friedrich Huber (Theologe) (* 1941), deutscher evangelischer Theologe und Hochschullehrer
- Fritz Huber (Konstrukteur) (1881–1942), deutscher Techniker und Konstrukteur
- Fritz Huber (Höhlenforscher) (1903–1984), deutscher Höhlenforscher
- Fritz Huber (Skirennläufer) (1931–2017), österreichischer Skirennläufer
- Fritz Huber (Wirtschaftswissenschaftler) (* 1939), Schweizer Wirtschaftswissenschaftler und Hochschullehrer
- Fritz Huber (Autor) (* 1942), österreichischer Schriftsteller
- Fritz Huber (Ringer) (* 1949), deutscher Ringer
- Fritz Werner Huber (1894–1977), Schweizer Maler

### G
- Gabi Huber (* 1956), Schweizer Politikerin, Rechtsanwältin und Managerin
- Gaby Huber (* 1980), Schweizer Squashspielerin
- Georg Huber (Politiker, 1557) (1557–1642), Schweizer Politiker, Bürgermeister von St. Gallen
- Georg Huber (Journalist) (1905–1989), deutscher Journalist und Zeitungsverleger
- Georg Huber (Politiker, 1950) (* 1950), deutscher Politiker (CSU), Landrat von Mühldorf am Inn
- Georg Huber (Architekt) (* 1960), österreichische Architekt
- Georg Huber (Maler) (* 1961), deutscher Künstler
- Georg Huber (Autor) (* 1982), deutscher Autor und Verleger
- Gerald Huber (* 1962), deutscher Journalist, Historiker und Schriftsteller
- Gerd Huber (1921–2012), deutscher Psychiater
- Gerhard Huber (Philosoph) (1923–2007), Schweizer Philosoph
- Gerhard Huber (Turner) (* 1934), österreichischer Turner
- Gerhard Huber (Wirtschaftswissenschaftler) (1935–2024), deutscher Wirtschaftswissenschaftler und Hochschullehrer
- Gerhard Huber (Sportwissenschaftler) (* 1954), deutscher Sportwissenschaftler und Hochschullehrer
- Gerhard Huber (Billardspieler) (* 1963), österreichischer Billardspieler
- Gerhard Huber (Politiker) (* 1965), österreichischer Politiker (BZÖ)
- Gerlinde Huber-Rebenich (* 1959), deutsche Sprachwissenschaftlerin
- Gernot Huber (1929–2021), deutscher Designer, Maler und Bildhauer
- Gerold Huber (* 1969), deutscher Pianist
- Gertrud Huber (* 1963), deutsche Zitherspielerin und Musikpädagogin
- Ginger Huber (* 1974), US-amerikanische Wasserspringerin
- Gottfried Huber-Pestalozzi (1877–1966), Schweizer Arzt und Naturforscher
- Gottlieb von Huber (1817–1882), deutscher Jurist und Politiker, MdR
- Gregor Huber (1879–1941), österreichischer Landwirt und Politiker
- Grischa Huber (1944–2021), deutsche Schauspielerin
- Guido Huber (1881–1953), Schweizer Parapsychologe
- Günter Huber (Physiker) (* 1947), deutscher Physiker
- Günter L. Huber (Günter Ludwig Huber; * 1940), deutscher Pädagoge und Psychologe
- Günther Huber (Rennfahrer) (* 1942), österreichischer Automobilrennfahrer
- Günther Huber (Regisseur) (1951–2005), österreichischer Dramaturg und Theaterregisseur
- Günther Huber (Fußballspieler) (* 1958), österreichischer Fußballspieler
- Günther Huber (Bobfahrer) (* 1965), italienischer Bobfahrer
- Gustav Huber (1883–1941), österreichischer Fußballspieler
- Gusti Huber (1914–1993), österreichische Schauspielerin und Sängerin

### H
- Hannelore Huber (Psychologin) (1945–2017), österreichische Psychologin
- Hannelore Paflik-Huber (* 1954), deutsche Kunstwissenschaftlerin und Autorin
- Hannes Huber (* 2000), österreichischer Fußballspieler
- Hanns Huber (1924–1999), deutscher Musikproduzent
- Hans Huber (Komponist) (1852–1921), Schweizer Komponist
- Hans Huber (Verleger) (1884–1973), Schweizer Verleger
- Hans Huber (Politiker) (1889–1949), österreichischer Politiker (CS), Oberösterreichischer Landtagsabgeordneter
- Hans Huber (Jurist) (1901–1987), Schweizer Jurist und Richter
- Hans Huber (Sportfunktionär) (1905–1972), deutscher Sportfunktionär
- Hans Huber (Journalist) (1906–1960), deutscher Journalist
- Hans Huber (Jurist, 1907) (1907–1993), deutscher Jurist und NS-Funktionär
- Hans Huber (Botaniker) (1919–2011), Schweizer Mathematiker und Botaniker
- Hans Huber (Unternehmer, 1927) (1927–2018), Schweizer Unternehmensgründer
- Hans Huber (Kapellmeister) (1927–2023), deutscher Kapellmeister, Komposition und Jazz-Pianist
- Hans Huber (Eishockeyspieler) (1929–2014), deutscher Eishockeyspieler
- Hans Huber (Boxer) (1934–2024), deutscher Boxer
- Hans Huber (Unternehmer, 1936) (1936–2005), Schweizer Unternehmensgründer
- Hans Huber (Moderator) (* 1944), österreichischer Sportkommentator
- Hans Huber (Handballspieler) (* 1951), Schweizer Handballspieler
- Hans Huber-Sulzemoos (1873–1951), deutscher Maler
- Hans A. Huber (Hans Armin Huber; 1909–2007), Schweizer Offizier und Verleger
- Hans Dieter Huber (* 1953), deutscher Kunstwissenschaftler, Künstler und Autor
- Hans Georg Huber (1942–2014), deutscher Unternehmer
- Hans-Georg Huber (* 1952), deutscher Sportpsychologe und Psychotherapeut
- Hans Jörg Huber (1932–2008), Schweizer Anwalt und Politiker (CVP)
- Hansjörg Huber (* 1960), deutscher Rechtswissenschaftler und Hochschullehrer
- Hans-Rudolf Huber (1936–2008), Schweizer Maler, Bildhauer und Konzeptionskünstler
- Harald Huber (Politiker) (1912–1998), Schweizer Politiker (SP) und Richter
- Harald Huber (Musiker) (* 1954), österreichischer Musikwissenschaftler, Musiker und Komponist
- Harald Huber (Mikrobiologe) (* 1957), deutscher Mikrobiologe
- Harald Huber (Fußballspieler) (* 1978), deutscher Fußballspieler und -trainer
- Harold Huber (1909–1959), US-amerikanischer Schauspieler
- Heino Huber (* 1962), österreichischer Koch
- Heinrich Huber (1879–1916), deutscher Kirchenmusiker, Musikpädagoge und Komponist
- Heinrich Huber (Jurist) (1882–1969), deutscher Jurist und Archivar
- Heinrich Huber-Stutz (1861–1909), Schweizer Glasmaler
- Heinrich Frey-Huber (1908–1998), Schweizer Botaniker, Archivar und Bibliothekar
- Heinrich Martin Huber (Heiner Martin Huber; 1917–1992), Schweizer Geologe
- Heinz Huber (Theaterintendant) (1884–1957), deutscher Theaterintendant und Hörspielautor
- Heinz Huber (Redakteur) (1922–1968), deutscher Fernsehredakteur und Autor
- Heinz Huber (Mathematiker) (1926–2000), Schweizer Mathematiker und Hochschullehrer
- Helga Krismer-Huber (* 1972), österreichische Politikerin (GRÜNE)
- Helmut Huber (Maler, 1926) (1926–2002), deutscher Maler
- Helmut Huber (Leichtathlet), deutscher Kugelstoßer
- Helmut Huber (Journalist) (1940–2016), deutscher Radio-Journalist
- Helmut Huber (Maler, 1951) (* 1951), österreichischer Maler und Zeichner
- Henri Huber (Politiker, 1918) (1918–1979), Schweizer Politiker (SP)
- Henri Huber (Politiker, 1953) (* 1953), Schweizer Politiker (SP) und Musiker
- Henry Huber (1869–1933), US-amerikanischer Politiker
- Herbert Huber (Unternehmer) (1904–nach 1971), deutscher Unternehmer und Verbandsfunktionär
- Herbert Huber (Orgelbauer) (1898–1967), Orgelbauer
- Herbert Huber (Mediziner) (1907–1977), deutscher Gynäkologe
- Herbert Huber (General) (1919–?), deutscher Brigadegeneral
- Herbert Huber (Politiker, 1930) (1930–1997), deutscher Jurist und Politiker (CSU)
- Herbert Huber (Botaniker) (1931–2005), deutscher Botaniker
- Herbert Huber (Politiker, 1935) (1935–2016), deutscher Wirtschaftswissenschaftler und Politiker (CSU)
- Herbert Huber (Skirennläufer) (1944–1970), österreichischer Skirennläufer
- Herbert Huber-Hecht (* 1964), österreichischer Maler und Zeichner
- Hermann Huber (Politiker, 1863) (1863–1915), Schweizer Politiker (FDP)
- Hermann Huber (Maler) (1888–1967), Schweizer Maler
- Hermann Huber (Politiker, II), österreichischer Politiker, Tiroler Landtagsabgeordneter
- Hermann Huber (Rennfahrer), deutscher Motorradrennfahrer
- Hermann Huber (Richter), deutscher Richter
- Hermann Huber (Diplomat) (1930–2018), deutscher Diplomat
- Hermann Huber (Bergsteiger) (1930–2022), deutscher Bergsteiger
- Hermann Huber (Spieleautor) (* 1953), österreichischer Spieleautor
- Hermann Huber (Musiker) (* 1961), deutscher Harmonikaspieler
- Hermann J. Huber (1954–2009), deutscher Journalist
- Herta Huber (1926–2018), deutsche Schriftstellerin
- Hubert Huber (Politiker) (1924–2012), österreichischer Politiker (ÖVP)
- Hubert Huber (Künstler) (* 1956), deutscher Künstler
- Hugo Huber (1919–2014), Schweizer Ethnologe
- Hugo Helmut Huber (1901–1983), Schweizer Pfarrer und Schriftsteller

### I
- Ilse Huber (1949–2024), österreichische Juristin und Richterin
- Ingrid Huber-Jahn (* vor 1971), deutsche Betriebswirtin und Hochschullehrerin für betriebliche Steuerlehre
- Irmgard Huber (1901–1974), deutsche Krankenschwester, verurteilte NS-Täterin
- Isabell Huber (* 1987 oder 1988), deutsche Politikerin (CDU), MdL Baden-Württemberg
- Isabelle Huber (* 1981), deutsche Skirennläuferin

### J
- Jacques Huber (Verleger) (1828–1909), Schweizer Buchhändler, Verleger und Politiker
- Jacques Huber (Jakob Huber; 1867–1914), Schweizer Botaniker
- Jacques Huber-Kudlich (1851–1918), Schweizer Seidenindustrieller
- Jakob Huber (Dirigent) (1852–1910), deutscher Dirigent, Chorleiter und Komponist
- Jakob Huber (Politiker), österreichischer Politiker, Salzburger Landtagsabgeordneter
- Jakob Huber (Offizier) (1883–1953), Schweizer Generalstabschef
- Jakob Huber (Ornithologe) (1909–1996), Schweizer Vogelkundler
- Jakob Huber (Philosoph) (1947–1982), österreichischer Politologe, Pädagoge, Philosoph und Gruppendynamiker
- Jakob E. Huber (1867–1914), Schweizer Botaniker
- Jakob Wilhelm Huber (1787–1871), Schweizer Maler
- Jan Huber (Maler) (1938–2021), deutscher Maler und Autor
- Jan Huber (Volleyballspieler) (* 2000), deutscher Volleyballspieler
- Jasmin Huber (* 1995), deutsche Grasskiläuferin
- Jean Huber, Beiname Huber-Voltaire (1721–1786), Genfer Zeichner, Kupferstecher und Maler
- Jean-Henri Huber, französischer Fischkundler
- Jean Werner Huber (1922–1990), Schweizer Architekt und Hochschullehrer
- Joan Huber (* 1925), US-amerikanische Soziologin
- Joachim Huber (* 1958), deutscher Journalist
- Johann Huber (Geistlicher) (1812–1879), Schweizer Geistlicher
- Johann Huber (Publizist) (1830–1879), deutscher Philosoph
- Johann Huber (Politiker, 1852) (1852–1936), österreichischer Politiker, Kärntner Landtagsabgeordneter
- Johann Huber (Politiker, 1873) (1873–1929), österreichischer Politiker (CSP), Salzburger Landtagsabgeordneter
- Johann Huber (Feuerwehrmann) (* 1948), österreichischer Feuerwehrfunktionär
- Johann Huber (Fußballspieler) (* 1957), österreichischer Fußballspieler
- Johann Huber von Penig (1847–1906), mährisch-österreichischer Feldmarschallleutnant
- Johann Baptist Huber (1892–1942), deutscher Geistlicher und Widerstandskämpfer
- Johann Caspar Huber (1752–1827), Schweizer Landschaft- und Marinemaler
- Johann Friedrich Huber (1766–1832), Schweizer Graveur und Medailleur
- Johann Heinrich Huber (1677–1712), Schweizer Kupferstecher
- Johann Heinrich Wilhelm Huber (1842–1910), deutscher Orgelbauer
- Johann Jacob Huber (1707–1778), Schweizer Mediziner, Botaniker und Hochschullehrer
- Johann Jakob Huber (Astronom) (1733–1798), Schweizer Astronom
- Johann Jakob Huber (Mediziner, 1748) (1748–1817), Schweizer Mediziner
- Johann Josef Huber (Politiker) (1817–1897), Schweizer Politiker
- Johann Josef Huber (1858–1932), österreichischer Maler; siehe Josef Huber (Maler)
- Johann Joseph Anton Huber (1737–1815), deutscher Maler
- Johann Ludwig Huber (1723–1800), deutscher Politiker, Jurist, Theologe, Philosoph und Lyriker
- Johann Rudolf Huber (1668–1748), Schweizer Maler und Zeichner
- Johann Rudolf Huber (Historiker) (1766–1806), Schweizer Theologe, Historiker und Hochschullehrer
- Johann Rudolf Huber (Maler, 1797) (1797–1862), Schweizer Maler und Zeichner
- Johann Samuel Huber (1778–1858), deutsch-russischer Theologe und Generalsuperintendent
- Johanna Huber (Schauspielerin) (1795–um 1835), österreichische Schauspielerin
- Johanna Huber (Schriftstellerin) (1869–1935), deutsche Schriftstellerin und Kindergärtnerin
- Johanna Huber (Sportschützin), österreichische Sportschützin
- Johannes Huber (Mediziner, 1507) (1507–1571), Schweizer Mediziner und Hochschullehrer
- Johannes Huber (Politiker, 1877) (1877–1947), deutsch-ungarischer Journalist, Politiker und Geistlicher
- Johannes Huber (Politiker, 1879) (1879–1948), Schweizer Politiker (SP)
- Johannes Huber (1929–2014), deutscher Eishockeyspieler, siehe Hans Huber (Eishockeyspieler)
- Johannes Huber (Mediziner, 1946) (* 1946), österreichischer Mediziner und Theologe
- Johannes Huber (Elektroingenieur) (* 1951), Nachrichtentechniker und Hochschullehrer
- Johannes Huber (Rallyefahrer) (* 1964), österreichischer Automobilhändler und Rallyefahrer
- Johannes Huber (Psychologe) (* 1973), Sozialpsychologe, Erziehungswissenschaftler und Hochschullehrer
- Johannes Huber (Politiker, 1987) (* 1987), deutscher Politiker (parteilos, zuvor AfD), MdB
- JoKarl Huber (1902–1996), deutscher Glasmaler
- Jonathan Huber (1979–2020), US-amerikanischer Wrestler, siehe Brodie Lee
- Jörg Huber (vor 1495–nach 1508), Bildhauer und -schnitzer der Spätgotik aus Passau
- Josef Huber (Politiker, 1832) (1832–1880), Schweizer Politiker (KK)
- Josef Huber (Politiker, 1852) (1852–1921), österreichischer Politiker, Kärntner Landtagsabgeordneter
- Josef Huber (Maler) (Josef Huber-Feldkirch; 1858–1932), österreichischer Maler und Hochschullehrer
- Josef Huber (Politiker, 1860) (1860–1940), deutscher Politiker (SPD), MdL Bayern
- Josef Huber (Politiker, IV), österreichischer Politiker (ÖVP), Tiroler Landtagsabgeordneter
- Josef Huber (Politiker, 1902) (1902–1965), österreichischer Politiker (ÖVP)
- Josef Huber (Geistlicher) (1903–1994), deutscher Geistlicher und Domkapitular
- Josef Huber (Heimatforscher) (1916–2005), österreichischer Heimatforscher
- Josef Huber (Musiker) (1920–2007), österreichischer Musiker und Rundfunkredakteur
- Josef Huber (Bildhauer) (1926–2011), österreichischer Bildhauer
- Josef Huber (Journalist) (1928–2016), österreichischer Journalist und Autor
- Josef Huber (Kirchenrechtler) (1935–2018), deutscher Geistlicher und Kirchenrechtler
- Josef Huber (Fußballspieler, 1935) (* 1935), deutscher Fußballspieler
- Josef Huber (Ministerialdirektor) (* 1944/1945), deutscher Beamter
- Josef Huber (Fußballspieler, 1956) (* 1956), österreichischer Fußballspieler
- Josef Huber (Fußballspieler, 1959) (* 1959), österreichischer Fußballspieler
- Josef Huber (Mediziner) (* 1973/1974), österreichischer Mediziner
- Josef Anton Huber (1899–1974), deutscher Biologe, Anthropologe, Hochschullehrer und Naturschützer
- Josef Daniel von Huber (um 1730–1788), österreichischer Kartograf
- Josef Franz Karl Huber (1925–2000), österreichischer Chemiker
- Josefine Huber, Geburtsname von Josefine Hanfland (* 1996), österreichische Handballspielerin
- Joseph Huber (1819–1888), deutscher römisch-katholischer Priester und Karmelit, siehe Franz Xaver Huber (Geistlicher)
- Joseph Huber (Komponist) (1837–1886), deutscher Komponist
- Joseph Huber (1860–1940), deutscher Politiker, siehe Josef Huber (Politiker, 1860)
- Joseph Huber (Romanist) (1884–1960), österreichischer Romanist und Hochschullehrer
- Joseph Huber (Turner) (1893–1976), französischer Turner
- Joseph Huber (Soziologe) (* 1948), deutscher Soziologe und Ökonom
- Joseph Huber (Leichtathlet), Schweizer Sprinter
- Joseph Carl Huber (1871–1948), deutscher Verleger
- Joseph Karl Huber (1726–1760), österreichischer Schauspieler und Bühnenschriftsteller
- Joseph W. Huber (1951–2002), deutscher Künstler
- Joshua Huber (* 2007), deutscher Volleyballspieler
- Judith Huber (Künstlerin) (* 1964), Schweizer Performancekünstlerin und Kuratorin
- Judith Huber (Skeletonpilotin) (* 1985), italienische Skeletonpilotin
- Julia Huber (* 1998), österreichische Skispringerin
- Jürgen Huber (* 1974), österreichischer Wirtschaftswissenschaftler, Politikwissenschaftler und Hochschullehrer

### K
- Karl Huber (Hofdomänenrat) (1817–1885), württembergischer Hofdomänenrat
- Karl Huber (Musiker) (1828–1885), rumäniendeutscher Musiker
- Karl Huber (Unternehmer) (1845–1920), deutscher Unternehmensgründer der Huber Packaging Group
- Karl Huber (Mediziner) (1850–1887), deutscher Mediziner und Hochschullehrer
- Karl Huber (Politiker, 1862) (1862–1934), Schweizer Jurist und Politiker
- Karl Huber (Bildhauer) (1872–1952/1953), deutscher Bildhauer
- Karl Huber (Lehrer) (1886–1963), deutscher Lehrer, Schriftsteller und Verleger
- Karl Huber (Politiker, 1904) (1904–1965), deutscher Politiker, Gewerkschafter und Widerstandskämpfer
- Karl Huber (Fußballspieler), österreichischer Fußballspieler
- Karl Huber (Jurist, 1915) (1915–2002), Schweizer Jurist und Politiker (CVP), Bundeskanzler
- Karl Huber (Maler) (1928–2009), deutscher Maler und Bildhauer
- Karl Huber (Jurist, 1948) (* 1948), deutscher Jurist und Richter
- Karl Huber (Eishockeyspieler) (* 1952), deutscher Eishockeytorwart
- Karl Adolf Huber (1811–1889), Schweizer Politiker
- Karl Honorat von Huber (1772–1857), deutscher Verwaltungsjurist
- Karl Joseph Huber (1723–1784), katholischer Theologe
- Karl Theodor Huber (1889–1961), Schweizer Maler
- Kaspar Huber (auch Caspar Hueber; 1500–1553), deutscher lutherischer Theologe, siehe Caspar Huberinus
- Katharina Huber (Regisseurin) (* 1985), deutsche Filmregisseurin
- Katharina Huber (* 1995), österreichische Skirennläuferin
- Katharina Prelicz-Huber (* 1959), Schweizer Politikerin (Grüne)
- Kathrin Huber (* 1986), italienische Skeletonpilotin
- Katja Huber (* 1971), deutsche Schriftstellerin
- Katrin Huber (Szenenbildnerin) (* 1965), österreichische Szenenbildnerin
- Katrin Huber (Künstlerin) (* 1980), österreichische bildende Künstlerin
- Kevin Huber (* 1985), US-amerikanischer American-Football-Spieler
- Klaus Huber (Komponist) (1924–2017), Schweizer Komponist
- Klaus Huber (Politiker) (1938–2022), Schweizer Politiker, Regierungsrat Kanton Graubünden
- Klaus Huber (Eisenbahningenieur) (* 1938), deutscher Eisenbahningenieur
- Klaus Huber (Musiker) (1949–2012), deutscher Musiker und Kabarettist
- Klaus Huber (Redakteur) (* 1949), österreichischer Redakteur, Moderator, Mundartdichter und Heimatforscher
- Klaus Huber (Chemiker), deutscher Chemiker und Hochschullehrer
- Klaus Huber (Skispringer) (* 1968), österreichischer Skispringer
- Konrad Huber (1507–1577), deutscher lutherischer Theologe, siehe Konrad Hubert
- Konrad Huber (Maler, 1752) (1752–1830), deutscher Maler
- Konrad Huber (Sportschütze) (1892–1960), finnischer Sportschütze
- Konrad Huber (Romanist) (1916–1994), Schweizer Romanist und Sprachwissenschaftler
- Konrad Huber (Maler, 1920) (1920–2015), deutscher Maler
- Konrad Huber (Jurist) (1934–2006), Rechtsanwalt, Freiburg
- Konrad Huber (Theologe) (* 1965), österreichischer römisch-katholischer Theologe und Neutestamentler
- Konrad Huber (Sänger) (* 1967), italienisch-österreichischer Opernsänger (Bariton)
- Korinna Huber (* 1960), deutsche Tierärztin und Hochschullehrerin
- Kurt Huber (1893–1943), deutscher Volksliedforscher, Philosoph, Psychologe und Widerstandskämpfer
- Kurt Huber (Chemiker) (1907–1989), Schweizer Chemiker und Hochschullehrer
- Kurt Huber (Philologe) (* 1925), deutscher Indonesist und Hochschullehrer
- Kurt Huber (Sänger) (* 1937), Schweizer Sänger (Tenor)
- Kurt Huber (Lepidopterologe) (1941–2002), österreichischer Ingenieur und Schmetterlingsforscher
- Kurt Huber (Architekt) (* 1943), Schweizer Architekt
- Kurt Huber (Landschaftsarchitekt) (* 1945), Schweizer Landschaftsarchitekt
- Kurt Huber (Maler, 1946) (* 1946), österreichischer Maler
- Kurt Huber (Maler, 1948) (* 1948), österreichischer Maler
- Kurt Huber (Mediziner) (* 1955), österreichischer Kardiologe
- Kurt Augustinus Huber (1912–2005), deutscher Theologe

### L
- Lara Huber (* 1973), deutsche Philosophin
- Léon Huber (1936–2015), Schweizer Nachrichtensprecher
- Leopold Huber (* 1955), österreichischer Autor, Film- und Theaterregisseur
- Liezel Huber (* 1976), US-amerikanische Tennisspielerin
- Lisa Huber (* 1959), österreichische Künstlerin
- Lorenz Huber (Priester) (1862–1910), deutscher Priester
- Lorenz Huber (Fußballspieler) (1906–1989), deutscher Fußballspieler
- Lorenz Huber (General) (* 1938), deutscher General
- Lorraine Huber (* 1980), österreichische Freeride-Sportlerin
- Lothar Huber (* 1952), deutscher Fußballspieler
- Lotti Huber (1912–1998), deutsche Schauspielerin, Sängerin und Tänzerin
- Ludwig Huber (Imker) (1814–1887),  deutscher Imker
- Ludwig Huber (Politiker, 1826) (1826–1905), deutscher Kommunalpolitiker
- Ludwig Huber (Maler) (um 1839–??), deutscher Maler
- Ludwig Huber (Verleger) (1848–1900), deutscher Verleger
- Ludwig Huber (Regierungspräsident) (1868–1931), deutscher Jurist, Verwaltungsbeamter und Politiker
- Ludwig Huber (Landrat) (1876–1946), deutscher Landrat und Lehrer
- Ludwig Huber (Politiker, 1889) (1889–1946), deutscher Landwirt und Politiker (NSDAP), MdR
- Ludwig Huber (Widerstandskämpfer) (1894–1944), österreichischer Eisenbahner und Widerstandskämpfer
- Ludwig Huber (Bildhauer) (1914–1990), deutscher Bildhauer
- Ludwig Huber (Politiker, 1928) (1928–2003), deutscher Jurist und Politiker (CSU), MdL Bayern
- Ludwig Huber (Pädagoge) (1937–2019), deutscher Pädagoge
- Ludwig Huber (Biologe) (* 1964), österreichischer Verhaltensbiologe und Kognitionsforscher
- Ludwig Ferdinand Huber (1764–1804), deutscher Schriftsteller, Übersetzer und Journalist
- Luisa Marie Huber (* 1995), deutsche Tennisspielerin
- Lukas Huber (Mediziner) (* 1961), österreichischer Arzt und Zellbiologe
- Lukas Huber (Politiker, 1978) (* 1978), Schweizer Politiker
- Lukas Huber (Sportkegler) (* 1987), österreichischer Sportkegler
- Lukas Huber (Politiker, 1999) (* 1999), Schweizer Politiker
- Lydia Huber (* 1943), deutsche Sängerin und Moderatorin

### M
- Magdalena Huber (* 1989), deutsche Volleyballspielerin
- Maksymilian Tytus Huber (1872–1950), polnischer Bauingenieur
- Manuel Huber (* 1987), Schweizer Fußballtorhüter
- Manuela Huber (* 1957), deutsche Musikwissenschaftlerin, siehe Manuela Jahrmärker
- Marc Huber (* 1984), Schweizer Unihockeyspieler
- Marcel Huber (Politiker) (* 1958), deutscher Politiker (CSU)
- Marcel Huber (Radsportler) (* 1927), Schweizer Radrennfahrer
- Marcel Huber (Radsportler, 1996) (* 1996), österreichischer Radrennfahrer
- Margarete Huber, deutsche Konzert- und Opernsängerin sowie Komponistin
- Maria Huber (* 1979), österreichische Politikerin (Grüne)
- Maria Lisa Huber (* 1993), Schweizer Schauspielerin und Regisseurin
- Marie Huber (1695–1753), Genfer Übersetzerin und Theologin
- Mario Huber (* 1996), österreichischer Eishockeyspieler
- Mario Huber (Unihockeyspieler), Schweizer Unihockey-Torhüter
- Marion Huber (Leichtathletin) (* 1930), chilenische Leichtathletin
- Marion Rønning Huber (* 1991), norwegische Biathletin
- Markus Huber (Biologe) (1943–2014), Schweizer Biologe, Lehrer, Kurator und Naturschützer
- Markus Huber (Zeichner) (* 1962), deutscher Illustrator, Comiczeichner und Kunsthochschulprofessor in Kiel
- Markus Huber (Dirigent) (* 1968), deutscher Dirigent
- Markus Huber-Lang (* 1968), deutscher Hochschullehrer für Trauma-Immunologie
- Markus Anton Huber (* 1961), österreichischer Künstler
- Markus T. Huber (* um 1986), deutscher Kunsthistoriker
- Martha Huber-Villiger (1926–2017), Schweizer Innenarchitektin und Designerin
- Martin Huber (Jurist) (1893–1965), österreichischer Jurist und Richter
- Martin Huber (Schauspieler) (* 1942), Schweizer Schauspieler
- Martin Huber (Manager) (* 1960), österreichischer Manager
- Martin Huber (Politiker, 1960) (* 1960), deutscher Politiker (AfD)
- Martin Huber (Literaturwissenschaftler) (* 1962), deutscher Literaturwissenschaftler
- Martin Huber (Germanist) (* 1963), österreichischer Germanist, Hochschullehrer und Herausgeber
- Martin Huber (Polizist) (* 1966), österreichischer Polizist
- Martin Huber (Politiker, 1970) (* 1970), österreichischer Politiker (FPÖ)
- Martin Huber (Politiker, 1977) (* 1977), deutscher Politiker und Generalsekretär der CSU
- Martin Huber (Politiker, 1978) (* 1978), Schweizer Politiker (FDP)
- Martin Huber (Biathlet) (* 1992), österreichischer Biathlet
- Martin Huber (Skirennläufer), österreichisch-kasachischer Skirennläufer
- Mathilde Huber (1876–1927), Malerin und Kunstgewerblerin
- Matthias Huber (* 1977), deutscher Ju-Jutsu-Sportler
- Max Huber (Diplomat) (1874–1960), Schweizer Diplomat
- Max Huber (Politiker), deutscher Gewerkschafter und Politiker, MdL Bayern
- Max Huber (Grafiker) (1919–1992), Schweizer Grafiker
- Max Huber (Maler) (1920–1987), deutscher Maler
- Max Huber (Priester) (1929–2020), deutscher Priester und Schriftsteller
- Max Matzenauer-Huber (1894–1953), Schweizer Unternehmer
- Max Emanuel Huber (1903–1987), Schweizer Maler und Grafiker
- Max Georg Huber (1937–2017), deutscher Physiker und Hochschullehrer
- Maximilian Huber (1833–1919), österreichischer Theologe und Schriftsteller
- Michael Huber (Philologe) (1727–1804), deutscher Philologe, Literaturhistoriker und Schriftsteller
- Michael Huber (1788–1857), deutscher Fabrikant, siehe Hubergroup
- Michael Huber (Pfarrer) (1841–1911), deutscher Theologe und Politiker (Zentrum)
- Michael Huber (Politiker) (1866–1949), österreichischer Priester und Politiker (CS)
- Michael Huber (Jurist) (* 1949), deutscher Rechtswissenschaftler
- Michael Huber (Geistlicher) (* 1964), deutscher Ordensgeistlicher (Herz-Jesu-Missionare)
- Michael Huber (Mathematiker) (* 1972), deutscher Mathematiker und Informatiker
- Michael Huber (Fußballspieler) (* 1990), österreichischer Fußballspieler
- Michael F. P. Huber (* 1971), österreichischer Komponist
- Michaela Huber (* 1952), deutsche Psychotherapeutin
- Michl Huber (1842–1881), deutscher Volkssänger aus Bayern
- Mida Huber (1880–1974), österreichische Schriftstellerin und Lyrikerin
- Mira Huber (* 1991), deutsche Schauspielerin
- Monika Huber (* 1959), deutsche Künstlerin mit Schwerpunkt Malerei, Fotografie und Video

### N
- Nicolas Huber (* 1995), Schweizer Snowboarder
- Nicolaus A. Huber (* 1939), deutscher Komponist
- Nicole Huber (* 1993), Schweizer Unihockeyspielerin
- Norbert Huber (Rennrodler) (* 1964), italienischer Rennrodler
- Norbert Huber (Radsportler) (1965–1985), österreichischer Radrennfahrer
- Norbert Huber (Ingenieur) (* 1968), deutscher Ingenieur
- Norbert Huber (Volleyballspieler) (* 1998), polnischer Volleyballspieler
- Norbert Huber (General), österreichischer Offizier

### O
- Oscar Huber (Ingenieur) (1883–1951), Schweizer Ingenieur
- Oskar Huber (Verleger) (1863–1928), Schweizer Verleger
- Oskar Huber (Obstbautechniker) (1867–nach 1937), deutscher Garten- und Obstbautechniker
- Ossi Huber (Oskar Huber; 1954–2025), österreichischer Singer/Songwriter, Musiker, Autor
- Oswald Huber (Eishockeyspieler) (1926–1995), deutscher Eishockeyspieler
- Oswald Huber (Psychologe) (* 1942), österreichischer Psychologe und Cartoonist
- Othmar Huber (Kunstsammler) (1892–1979), Schweizer Augenarzt und Kunstsammler
- Othmar Huber (Schiedsrichter) (1920–2003), Schweizer Fußballschiedsrichter
- Othmar Huber (Radsportler), Schweizer Radrennfahrer
- Othmar Blumer-Huber (1848–1900), Schweizer Textilindustrieller
- Otmar Huber (1927–2021), deutscher Kommunalpolitiker (CSU)
- Otto Huber (Geistlicher) (1871–1954), deutscher Priester und Missionar
- Otto Huber (Chemiker) (?–1976), deutscher Chemiker und Hochschullehrer
- Otto Huber (Physiker) (1916–2008), Schweizer Physiker und Hochschullehrer
- Otto Huber (Schauspieler) (* 1949), Schweizer Schauspieler

### P
- Patrick Huber (Künstler) (* 1959), deutscher Künstler und Kurator
- Patrick Huber (Physiker) (* 1968), deutscher Physiker und Hochschullehrer
- Patrik Huber (* 2002), österreichischer Eiskunstläufer
- Patriz Huber (1878–1902), deutscher Künstler
- Paul Huber (Architekt) (1865–1935), Schweizer Architekt
- Paul Huber (Mediziner) (1901–1975), österreichischer Chirurg und Hochschullehrer
- Paul Huber (Physiker) (1910–1971), Schweizer Physiker und Hochschullehrer
- Paul Huber (Komponist) (1918–2001), Schweizer Komponist
- Paul Huber (Theologe) (* 1921), Schweizer Theologe
- Paul Huber (Politiker) (* 1947), Schweizer Politiker (SP)
- Paul Huber (Eiskunstläufer), Schweizer Eiskunstläufer
- Paul Huber (Eishockeyspieler) (* 2000), österreichischer Eishockeyspieler
- Paula Huber-Saffer (* 2005), deutsche Basketballspielerin
- Peter Huber, bekannt als Müllner-Peter (1766–1843), deutscher Müller, Musiker und Heilkundler
- Peter Huber (Mediziner) (1926–1999), Schweizer Neuroradiologe
- Peter Huber (Historiker) (* 1954), Schweizer Historiker
- Peter Huber (Jurist) (* 1966), deutscher Jurist
- Peter Huber (Diplomat) (* 1967), österreichischer Diplomat
- Peter Huber-Saffer (* 1980), deutscher Basketballspieler
- Peter E. Huber (* 1965), deutscher Physiker, Radioonkologe und Hochschullehrer
- Peter Emil Huber-Werdmüller (1836–1915), Schweizer Industrieller
- Peter J. Huber (* 1934), vollständig Peter Jost Huber, Schweizer Statistiker und Mathematiker
- Peter M. Huber (* 1959), deutscher Jurist, Richter und Politiker (CSU/CDU)
- Petra Huber (Grasskiläuferin), österreichische Grasskiläuferin
- Petra Huber (Tennisspielerin) (* 1966), österreichische Tennisspielerin
- Petra Bosse-Huber (* 1959), deutsche evangelische Theologin und Kirchenfunktionärin
- Phil Huber (* 1969), kanadischer Eishockeyspieler
- Philipp Huber (Architekt) (1878–1941), deutscher Bauingenieur und Architekt
- Philipp Huber (* 1969), kanadischer Eishockeyspieler, siehe Phil Huber
- Philipp Huber (Leichtathlet) (* 1974), Schweizer Leichtathlet
- Pierre François Antoine Huber (1775–1832), französischer General
- Pirmin Huber (* 1987), Schweizer Musiker

### R
- Rainer Huber (* 1948), Schweizer Politiker (CVP)
- Raphael Huber (* um 1990), österreichischer Jazzmusiker
- Reiner K. Huber (* 1935), deutscher Systemforscher (militärische Systemanalyse)
- Reinhold Huber (Politiker) (1904–1984), österreichischer Landwirt und Politiker (FPÖ), MdL Kärnten
- Reinhold Huber (Diplomat), deutscher Diplomat
- René Huber (1929–1991), Schweizer Architekt und Kantonsbaumeister
- Resi Huber (1920–2000), Widerstandskämpferin und Zeitzeugin
- Richard Huber (Maler) (1902–1982), deutscher Maler
- Richard Huber (Regisseur) (* 1959), deutscher Regisseur
- Richard Huber (Ingenieur) (* 1967), deutscher Bauingenieur und Hochschullehrer
- Richard Huber (Fußballtrainer) (* 1970), österreichischer Fußballtrainer
- Richard Huber (Fußballspieler) (* 1974), österreichischer Fußballspieler
- Robert Huber (Sportschütze) (1878–1946), finnischer Sportschütze
- Robert Huber (Ruderer) (1906–1942), deutscher Ruderer
- Robert Huber (Politiker) (1933–2016), schweizerisch-jenischer Politiker
- Robert Huber (* 1937), deutscher Chemiker
- Robert Huber (Künstler) (* 1955), deutscher Künstler
- Robert Huber (Footballfunktionär) (* 1969), deutscher American-Football-Funktionär
- Robert Huber (Physiker) (* 1973), deutscher Physiker und Hochschullehrer
- Robert Huber (Fussballspieler) (* 1975), Schweizer Fußballspieler
- Robert J. Huber (1922–2001), US-amerikanischer Politiker
- Roland Huber (Kanute) (* 1931), Schweizer Kanute
- Roland Huber (Psychologe) (* 1949), deutscher Psychologe und Psychoanalytiker
- Roland Huber (Mathematiker), deutscher Mathematiker und Hochschullehrer
- Rolf Huber (Maler) (* 1940), deutscher Maler und Grafiker
- Rolf Huber (* 1967), Schweizer Politiker (FDP)
- Rudolf Huber (Maler) (1770–1844), Schweizer Maler
- Rudolf Huber (Politiker, 1867) (Rudolf Huber senior; 1867–1928), Schweizer Anwalt, Verleger und Politiker (FDP)
- Rudolf Huber (Komponist) (1879–1960), österreichischer Komponist und Kapellmeister
- Rudolf Huber (Politiker, 1898) (Rudolf Huber junior; 1898–1940), Schweizer Anwalt, Verleger und Politiker (FDP)
- Rudolf Huber (Kunsthistoriker) (1913–1991), deutscher Kunsthistoriker und Konservator
- Rudolf Huber (Politiker, 1924) (1924–1997), österreichischer Politiker (SPÖ)
- Rudolf Huber (Bildhauer) (1937–2011), Schweizer Holzbildhauer, Maler und Grafiker
- Rudolf Huber (Skirennläufer) (* 1963), österreichischer Skirennläufer
- Rudolf Huber-Wiesenthal (1884–1983), österreichisch-schweizerischer Maler und Schriftsteller
- Rudolf Huber-Wilkoff (* 1936), deutscher Maler und Grafiker, Grafikdesigner, Kurator und Verleger
- Rudolf Wilhelm Huber (1868–1933), Schweizer Journalist und Schriftsteller
- Rupert Huber (Widerstandskämpfer) (1896–1945), deutscher Widerstandskämpfer
- Rupert Huber (Tennisspieler) (* 1930), deutscher Tennisspieler
- Rupert Huber (Journalist) (1949/1950–2020), deutscher Journalist
- Rupert Huber (Dirigent) (* 1953), österreichischer Dirigent
- Rupert Huber (Musiker) (* 1967), österreichischer Musiker und Komponist
- Rupert Huber (Physiker) (* 1973), deutscher Physiker
- Ruth Huber (Pädagogin) (* 1950), ungarische Autorin, Lehrerin und Therapeutin
- Ruth Huber (Diplomatin) (* 1966), Schweizer Diplomatin
- Ruth Huber, Geburtsname von Ruth Müller (Politikerin) (* 1967), deutsche Politikerin (SPD)

### S
- Samuel Huber (1547–1624), Schweizer Theologe
- Sascha Huber (Koch) (* 1971), österreichischer Koch
- Sascha Huber (Politikwissenschaftler) (* 1978), deutscher Politikwissenschaftler und Hochschullehrer
- Sascha Huber (YouTuber) (* 1992), österreichischer Webvideoproduzent
- Sebastian Huber (Philosoph) (1860–1919), deutscher Geistlicher, Philosoph und Hochschullehrer
- Sebastian Huber (Politiker, I), österreichischer Politiker, Tiroler Landtagsabgeordneter
- Sebastian Huber (Bobfahrer) (1901–1985), deutscher Bobfahrer
- Sebastian Huber (Politiker, 1903) (1903–1973), deutscher Politiker (CSU), MdL Bayern
- Sebastian Huber (Politiker, 1964) (* 1964), österreichischer Politiker (NEOS), Salzburger Landtagsabgeordneter
- Sebastian Huber (Dramaturg) (* 1964), deutscher Dramaturg
- Sebastian Huber (Footballspieler) (* 2000), österreichischer American-Football-Spieler
- Sepp Huber (1871–1952), österreichischer Alpinist
- Siegmund Huber (* 1924), österreichischer Radrennfahrer
- Simon Alois Huber (* 1986), österreichischer Schauspieler
- Sofie Huber (1754–nach 1783), deutsche Schauspielerin
- Sonja Huber (Komponistin) (* 1980), österreichische Komponistin und Pianistin
- Sonja Huber (* 1982), Schweizer Jazzmusikerin
- Sophie Huber (Regisseurin) (* 1971), Schweizer Schauspielerin und Regisseurin
- Sophie Huber (Schwimmerin) (* 1985), französische Schwimmerin
- Sophie Kafka-Huber-Brandes (* 1943), deutsche Grafikdesignerin und Illustratorin, siehe Sophie Brandes
- Stefan Huber (Regisseur) (1960–2023), Schweizer Regisseur und Schauspieler
- Stefan Huber (Religionswissenschaftler) (* 1960), Schweizer Religionswissenschaftler
- Stefan Huber (Fussballspieler) (* 1966), Schweizer Fußballspieler
- Stefan Huber (Rechtswissenschaftler) (* 1975), deutscher Rechtswissenschaftler und Hochschullehrer
- Stefan Huber (Pokerspieler) (* 1986), Schweizer Pokerspieler
- Stefan Huber (Skispringer) (* 1994), österreichischer Skispringer
- Stephan Huber (* 1952), deutscher Bildhauer
- Stephanie Huber (1890–1982), Schweizer Malerin und Textildesignerin
- Susanne Huber (* 1958), Schweizer Schauspielerin
- Svenja Huber (* 1985), deutsche Handballspielerin
- Sylvia Huber-Gaensslen (* 1927), Schweizer Malerin

### T
- Thaddäus Huber (1742–1798), österreichischer Geiger und Komponist
- Theodor Huber (Vogt) (1758–1816), deutscher Vogt
- Theodor Huber (Maler) (1886–nach 1965), österreichischer Maler
- Theodor Huber-Andernach (1885–1961), deutscher Komponist und Dirigent
- Therese Huber (1764–1829), deutsche Schriftstellerin
- Thomas Huber (Maler) (1700–1779), deutscher Maler
- Thomas Huber (Künstler) (* 1955), Schweizer Künstler
- Thomas Huber (Schauspieler) (* 1963), deutscher Schauspieler
- Thomas Huber (Wasserballspieler) (* 1963), deutscher Wasserballspieler
- Thomas Huber (Künstler, 1965) (* 1965), deutscher Maler, Installations- und Objektkünstler
- Thomas Huber (Bergsteiger) (* 1966), deutscher Bergsteiger
- Thomas Huber (* 1967), österreichischer Kontrabassist und Akkordeonist, siehe Tommaso Huber
- Thomas Huber (Politiker) (* 1972), deutscher Politiker (CSU)
- Thomas Huber (Dirigent) (Thomas Ch. Huber; * 1973), österreichischer Organist und Dirigent
- Thomas Huber (Fußballspieler) (* 1975), österreichischer Fußballspieler
- Thomas Huber-Frischeis (* 1980), österreichischer Historiker und Bibliothekar
- Thomas R. Huber (* 1966), deutscher Kunst- und Kulturwissenschaftler, Galerist und Kurator
- Tobias B. Huber (* 1971), deutscher Mediziner und Hochschullehrer
- Tobias M. Huber (* 1988), deutscher Filmproduzent
- Tomáš Huber (* 1985), tschechischer Fußballspieler
- Tommaso Huber (Thomas Huber; * 1967), österreichischer Kontrabassist und Akkordeonist
- Toni Huber (1964–2021), deutscher Kommunalpolitiker
- Toni Huber (Autor) (* 1954), deutscher Autor

### U
- Udo Huber (* 1953), österreichischer Radiomoderator
- Uli Huber (* 1938), Schweizer Architekt
- Ulrich Huber (Rechtswissenschaftler, 1636) (Ulrik Huber, Ulricus Huber; 1636–1694), deutscher Historiker, Rhetoriker und Rechtswissenschaftler
- Ulrich Huber (Bildhauer) (1868–1944), Schweizer Bildhauer und Holzschnitzer
- Ulrich Huber (Rechtswissenschaftler, 1936) (1936–2023), deutscher Rechtswissenschaftler
- Urs Huber (* 1985), Schweizer Mountainbiker

### V
- Valerie Huber (* 1996), österreichische Schauspielerin und Model
- Verena Huber (* 1938), Schweizer Innenarchitektin
- Verena Huber-Dyson (1923–2016), Schweizer Mathematikerin
- Vernon Huber (1899–1967), US-amerikanischer Marineoffizier
- Victor Aimé Huber (auch Viktor Huber; 1800–1869), deutscher Sozialreformer und Schriftsteller
- Viktor Huber von Gleichenstein (1909–1994), deutscher Verwaltungsjurist
- Vinzenz Huber (1821–1877), Schweizer Politiker
- Volker Huber (1941–2022), deutscher Galerist, Verleger, Autor und Historiker
- Vroni Huber (* 1988), deutsche Fußballspielerin

### W
- Walfried Huber (* 1942), österreichischer Künstler und Hochschullehrer
- Walter Huber (Schauspieler) (um 1887–1945), Schauspieler
- Walter Huber (Unternehmer) (1902–1984), deutscher Unternehmer und Verbandsfunktionär
- Walter Huber (Architekt) (1902–1987), deutscher Architekt und Hochschullehrer
- Walter Huber (Biologe) (1917–1984), Schweizer Biologe und Museumsdirektor
- Walter Huber (Maler) (Wava; 1933–2016), schweizerisch-schwedischer Maler und Grafiker
- Walter Huber (Neurolinguist) (* 1945), deutscher Neurolinguist, Aphasieforscher und Hochschullehrer
- Walter B. Huber (1903–1982), US-amerikanischer Politiker
- Walter Simon Huber (1898–1978), Schweizer Komponist, Organist, Musikwissenschaftler, Dirigent und Musikpädagoge
- Walther Huber (1902–1987), deutscher Ingenieur, Architekt, Bauhistoriker und Rektor der Staatlichen Ingenieurschule Karlsruhe
- Werner Huber (Fussballspieler, 1894) (1894–1948), Schweizer Fußballspieler
- Werner Huber (Maler) (1897–1991), Schweizer Maler
- Werner Huber (Fußballspieler, 1934) (* 1934), deutscher Fußballspieler
- Werner Huber (Politiker) (* 1947), österreichischer Politiker (ÖVP)
- Werner Huber (Fußballspieler, 1949) (* 1949), deutscher Fußballspieler
- Wernhard Huber (1753–1818), Schweizer Apotheker, Politiker und Dichter
- Wilfried Huber (Pädagoge) (1925–1986), deutscher Erziehungswissenschaftler, Historiker und Bildungspolitiker
- Wilfried Huber (Ökotoxikologe) (1942–2017), deutscher Ökotoxikologe und Hochschullehrer
- Wilfried Huber (Rennrodler) (* 1970), italienischer Rennrodler
- Wilhelm Huber (1787–1871), Schweizer Maler, Zeichner und Radierer, siehe Jakob Wilhelm Huber
- Wilhelm Huber (Mediziner, 1806) (1806–1859), deutscher Mediziner und Politiker
- Wilhelm Huber (Mediziner, 1888) (1888–1974), deutscher Generalarzt
- Wilhelm Huber (Schriftsteller) (1893–1971), österreichischer Schriftsteller und Journalist
- Wilhelm Huber (Architekt) (* 1954), deutscher Architekt
- Willi Huber (1879–1957), deutscher Montanindustrieller und Manager
- Willie Huber (1958–2010), deutsch-kanadischer Eishockeyspieler
- Willy Huber (1913–1998), Schweizer Fußballtorhüter
- Willy Max Huber (1916–2002), Schweizer Maler und Grafiker
- Wolf Huber (um 1485–1553), österreichischer Maler, Zeichner und Baumeister
- Wolfgang Huber (Jurist) (* 1922), deutscher Jurist und Parteifunktionär (NPD)
- Wolfgang Huber (Mediziner, 1935) (* 1935), deutscher Psychiater
- Wolfgang Huber (Germanist) (* 1939), deutscher Germanist und Hochschullehrer
- Wolfgang Huber (Mediziner, 1940) (* 1940), deutscher Internist, Umweltmediziner und Verbandsfunktionär
- Wolfgang Huber (* 1942), deutscher Theologe und Bischof
- Wolfgang Huber (Geistlicher, 1962) (* 1962), deutscher Geistlicher und Theologe
- Wolfgang Huber-Lang (* 1963), österreichischer Dramaturg und Kulturjournalist